# W87 (Kernwaffe)
Der W87 ist ein thermonuklearer Gefechtskopf der USA.

## Geschichte
Der W87-0 ist einer der jüngsten Sprengköpfe im US-Arsenal. Er wurde für die Peacekeeper-Interkontinentalrakete der US Air Force vom Lawrence Livermore National Laboratory (LLNL) und Sandia entwickelt. Ziel war die Entwicklung eines Sprengkopfes mit relativ hoher Sprengkraft und hoher Zielgenauigkeit zum Bekämpfen von „harten“ Zielen wie beispielsweise Raketensilos. Das grundlegende Design stammt aus den 1970er Jahren und konnte noch vor dem Inkrafttreten des Threshold Test Ban Treaty 1976 mit voller Sprengkraft getestet werden. Die konkreten Entwicklungsarbeiten am Sprengkopf begannen im Februar 1982. Für die Qualifizierung des W87-Designs wurden insgesamt 10 Kernwaffentests bis Mitte 1983 auf der Nevada Test Site (NTS) durchgeführt, einschließlich der Tests vor 1976. Der Mk21 Wiedereintrittskopf für den W87 wurde von AVCO Systems entwickelt und bei 3 Kernwaffentests zwischen 1983 und 1986 auf seine Robustheit gegen Kernwaffeneffekte getestet. Der Mk21 ist schwerer als der Mk12A für den W78 der Minuteman III, hat aber eine erhöhte Zielgenauigkeit bei geringeren Kosten. Der erste Sprengkopf wurde im April 1986 fertiggestellt. Die Massenproduktion des W87 begann im Juli des Jahres und endete im Dezember 1988. In diesem Zeitraum wurden 525 Sprengköpfe gebaut. Ursprünglich waren 1.000 geplant für 100 MX Peacekeeper Raketen, deren Anzahl wurde aber auf 50 reduziert und damit auch die Anzahl der benötigten Sprengköpfe. Jede MX konnte 11 Sprengköpfe tragen, der SALT-2 Vertrag limitierte dies aber auf 10 Sprengköpfe pro Rakete. Die ersten MX Raketen mit dem W87/Mk21 Paket wurden am 22. Dezember 1986 auf der Warren AFB in Dienst gestellt und alle 50 Raketen mit 500 Sprengköpfen waren im Dezember 1988 einsatzbereit. Die MX Peacekeeper wurde bis zum Jahr 2005 ausgemustert. Es wurde beschlossen, dass die W87/Mk21 Sprengköpfe die W62/Mk12 Sprengköpfe auf der Minuteman III ersetzen sollen. Bis zum Jahr 2008 wurden alle W62/Mk12 ausgemustert und auf 200 Raketen jeweils ein W87/Mk21 installiert. Somit standen zu Beginn des Jahres 2009 200 W87/Mk21 im aktiven Dienst mit 10 Sprengköpfen als Reserve. Für die Minuteman III wurden die W87/Mk21 Pakete im Rahmen des Safety Enhanced Reentry Vehicle Programmes modernisiert.
Im November 1987 wurde mit der Entwicklung des W87-1 für die Midgetman ICBM begonnen. Dieser Sprengkopf hätte eine Sprengkraft von 475 kt haben sollen. Allerdings wurde die Entwicklung im Juli 1988 gestoppt und die Midgetman wurde nie stationiert.

## Design

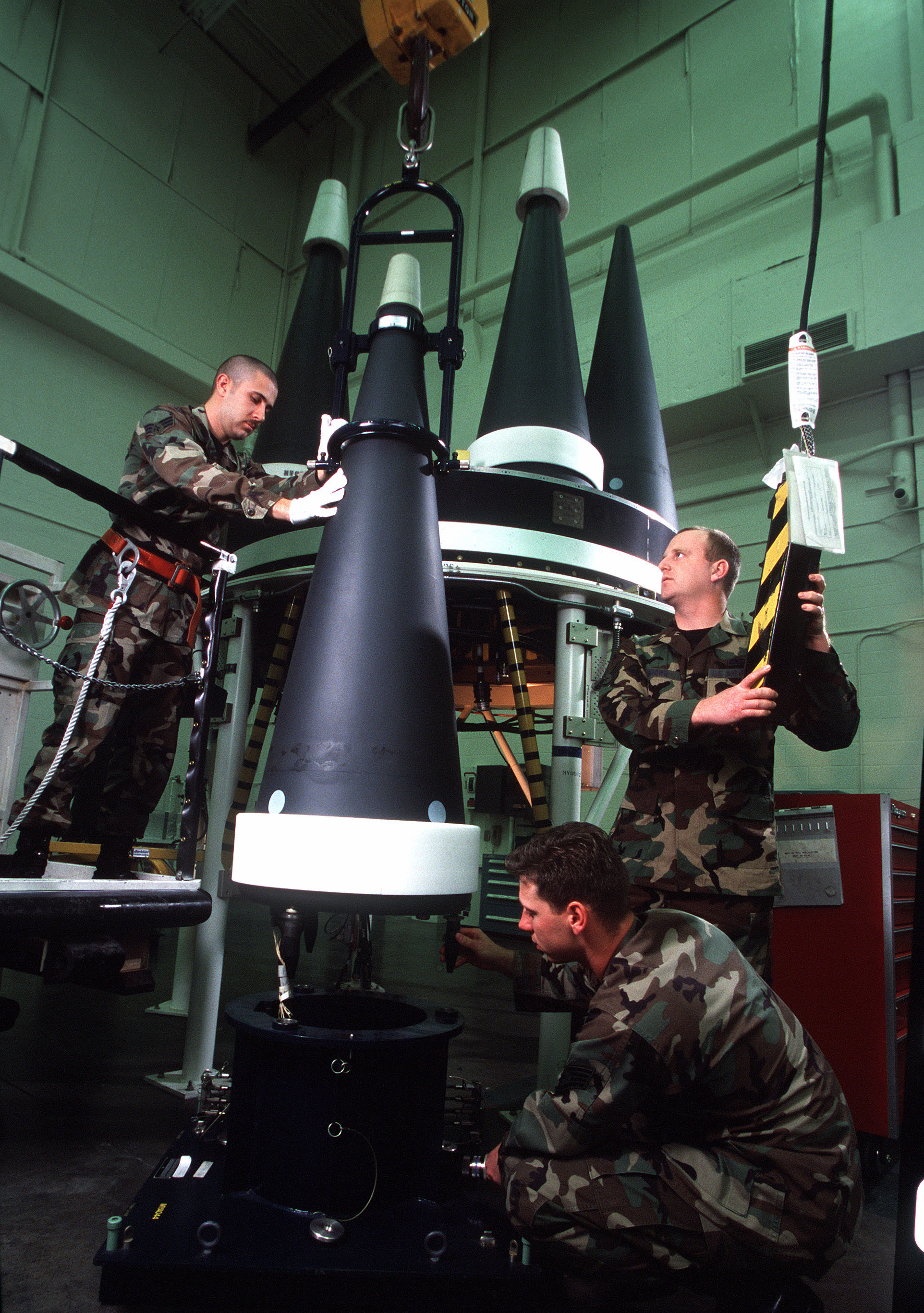
W87/Mk21 bei der Installation auf dem MIRV-Bus der Peacekeeper ICBM

Der W87-0 ist eine nicht-sphärische, zweistufige Variante des Teller-Ulam-Designs mit einer Sprengkraft von 300 kt. Sein Aufbau stimmt weitgehend mit dem des vom Los Alamos National Laboratory entworfenen W88-Sprengkopf überein. Die erste Stufe der Waffe besteht aus einer mit Deuterium-Tritium-Gas gefüllten Plutoniumkugel mit einem Neutronen-Reflektor aus Beryllium. Der chemische Sprengstoff, welcher den Kern zur Implosion bringt, ist LX-17 und PBX-9502. Dieser polymer-gebundene Sprengstoff ist insensitiv gegenüber äußeren Einflüssen. Er wird an zwei Punkten gezündet. Der Kern der ersten Stufe ist feuerresistent und dafür ausgelegt, Temperaturen von 1000 °C für mehrere Stunden zu überstehen.
Das Fusionsmaterial der zweiten Stufe ist eine Kugel aus Lithiumdeuterid mit 95%igem 6Li und hochangereichertem Uran als „Zündkerze“ im Inneren. Die erste und zweite Stufe sind von einem mit Spezialkunststoff gefüllten Strahlungskanal umgeben, dessen Wandung aus abgereichertem Uran gefertigt ist. Dieser soll die bei der Zündung der ersten Stufe entstehende Röntgenstrahlung auf die zweite Stufe fokussieren, um diese zu zünden. Die zweite Stufe ist weiterhin von abgereichertem Uran umgeben. Bei der in der Entwicklung gestoppten Variante W87-1 wäre dieses durch hochangereichertes Uran ersetzt worden, wodurch die Sprengkraft auf 475 kt gestiegen wäre. Der W87 war in einem Mk21 Wiedereintrittskopf untergebracht, welcher weitgehend baugleich mit dem Mk5 Wiedereintrittskopf des W88 war. Dieser besitzt eine mit einem Graphit-Epoxid-Kompositwerkstoff ummantelte Aluminiumstruktur und einen Kohlefaserverbundwerkstoff als Hitzeschild. Die Elektronik des Sprengkopfes ist gegen nukleare Effekte gehärtet. Der Sprengkopf ist zur Zündung in niedriger bis großer Höhe sowie zur Aufschlagzündung in der Lage.

## Daten
| Sprengsatz                    | W87-0                                     | W87-1                                    |
| ----------------------------- | ----------------------------------------- | ---------------------------------------- |
| Wiedereintrittskopf           | Mk21                                      | Mk21                                     |
| Status                        | aktiver Bestand                           | nicht in Dienst gestellt                 |
| Betreiber                     | US Air Force                              | -                                        |
| Entwickler                    | LLNL, SNL                                 | LLNL, SNL                                |
| Entwicklungsbeginn            | Februar 1982                              | November 1987                            |
| Produktionsbeginn             | April 1986                                | -                                        |
| Produktionsende               | Dezember 1988                             | -                                        |
| produzierte Stückzahl         | 525                                       | 0                                        |
| Design                        | Teller-Ulam, zweistufig, nicht sphärisch  | Teller-Ulam, zweistufig, nicht sphärisch |
| Masse W87/Mk21                | unter 360 kg                              | unter 360 kg                             |
| Länge W88/Mk5                 | 1,75 m                                    | 1,75 m                                   |
| maximaler Durchmesser W88/Mk5 | 0,55 m                                    | 0,55 m                                   |
| Sprengkraft                   | 300 kt                                    | 475 kt                                   |
| Trägersystem                  | Peacekeeper (ausgemustert), Minuteman III | Midgetman (nicht in Dienst gestellt)     |
| Anzahl pro Träger             | 10 (Peacekeeper), 1 (Minuteman III)       | 1                                        |
| Streukreisradius              | etwa 100 m                                | -                                        |